# Döhrener Jammer

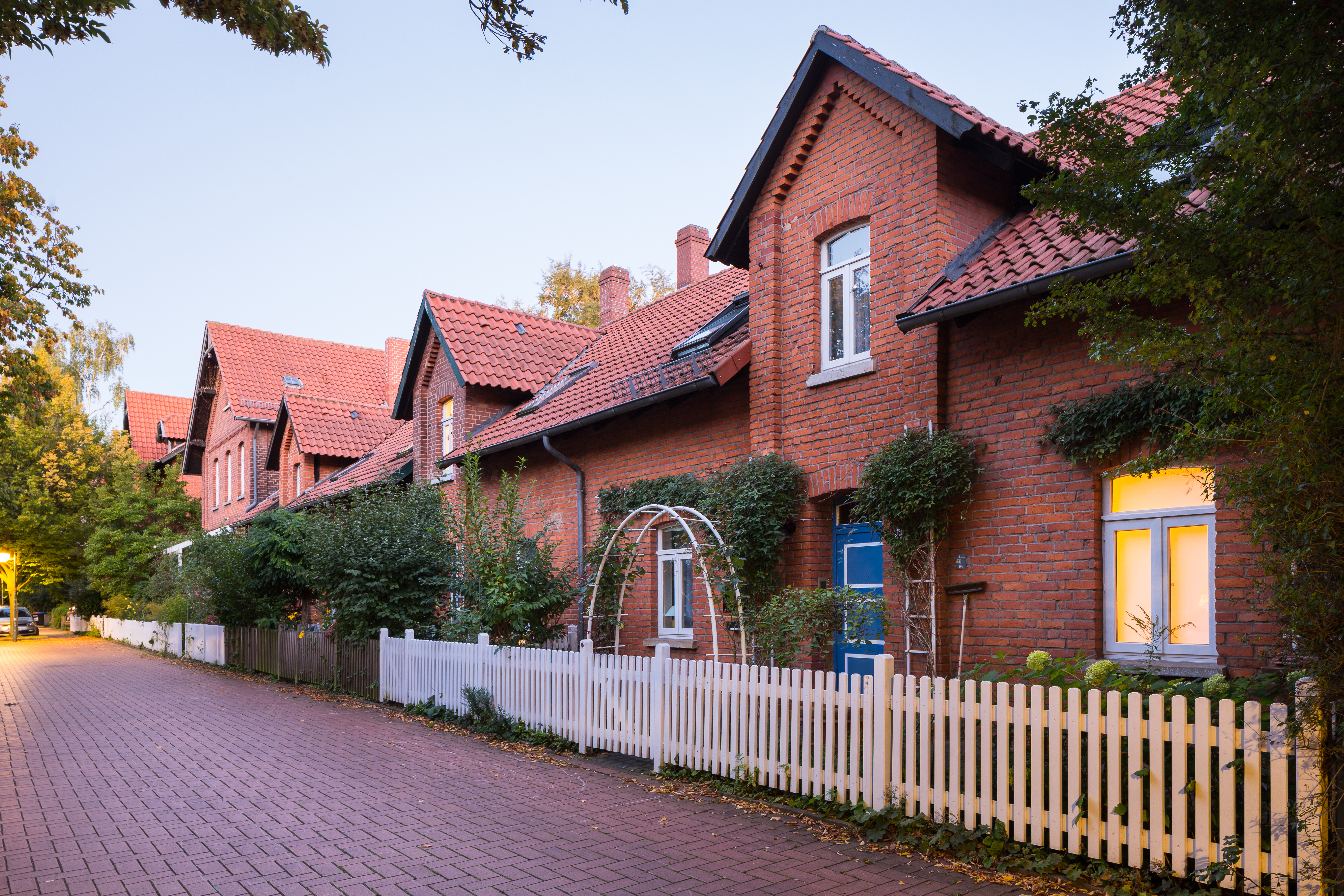
Blick in die Werrastraße

Der Döhrener Jammer ist eine historische Arbeitersiedlung im hannoverschen Stadtteil Döhren. Sie entstand ab 1869:100 für die Arbeiter der im Vorjahr gegründeten Döhrener Wollwäscherei und -kämmerei (Döhrener Wolle) und wurde in mehreren Abschnitten bis 1927 erweitert. Die Siedlung gilt als herausragendes Beispiel für die Wohn- und Lebensbedingungen während der Industrialisierung Hannovers.:101

## Entstehungsgeschichte und Baubeschreibung

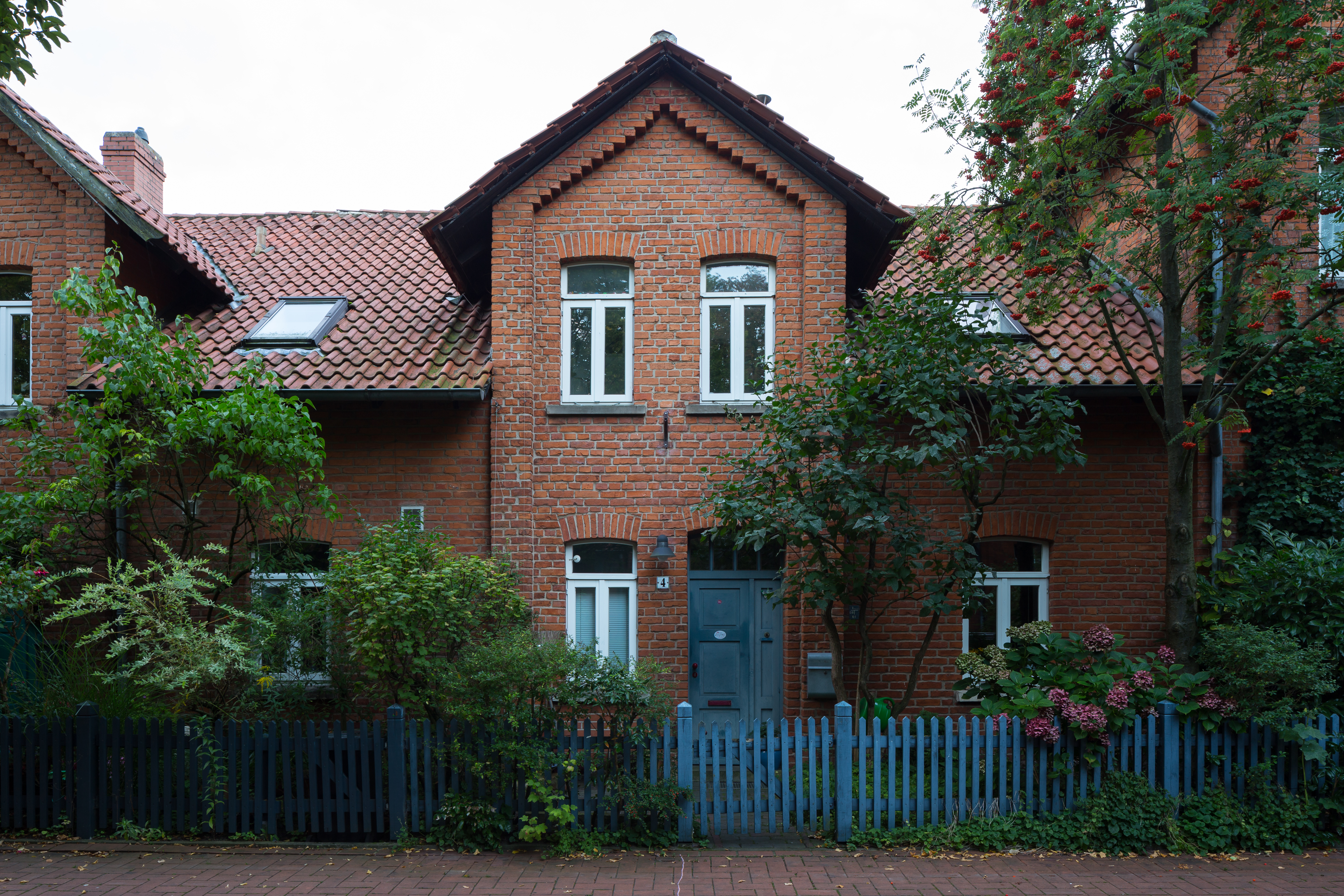
Einzelhaus an der Werrastraße von 1869

Mit dem Bau der Siedlung wurde 1869 begonnen. Die ersten elf Häuser entstanden beidseitig der Werrastraße auf einem schmalen Grundstück im Osten der Richartzstraße, das von der Wollkämmerei zuvor angekauft worden war. Die kleinen, einstöckigen Backstein-Reihenhäuser nahmen pro Familie sechs bis acht Arbeiterinnen als sogenannte „Aftermieter“ auf: Die in der Regel fünfköpfige Familie lebte im Erdgeschoss auf 28 m², während im Dachgeschoss meist sieben weitere Arbeiterinnen Quartier fanden, auf zwei Kammern verteilt. Acht Häuser waren als Doppelhaus ausgeführt (Werrastraße Nr. 7–13, 6–12) und ließen sich über einen mittigen Eingang betreten. Die drei Einzelhäuser (Nr. 3, 5 und 4) wiesen eine Fensterachse weniger auf und erhielten seitliche oder aus der Mitte versetzte Zugänge. Zur Entstehungszeit endeten die Grundstücke mit der Gebäuderückseite, die rückwärtigen Gärten kamen erst 1884 hinzu. Bis dahin gab es zunächst kleinere Gärten im Osten der Siedlung, wo auch Ställe und Toiletten errichtet wurden. Um die Jahrhundertwende folgten schließlich die Vorgärten.:100
Die Siedlung umfasste anfangs nur die zwei traufständigen Reihenhauszeilen, zu denen 1886 vier giebelständige, backsteinerne Kopfbauten hinzukamen (Werrastraße Nr. 1, 2 und Nr. 14, 15). Eine Erweiterung war nötig geworden, um der stetig wachsenden Fabrik Rechnung zu tragen. Die neuen Häuser besaßen zwei Stockwerke, von denen das untere über einen mittigen Eingang an der Vorderfront erschlossen wurde. Zum Obergeschoss führte ein seitlich angebautes Treppenhaus, während der Dachboden und der Keller über im Haus gelegene Treppen erreicht werden konnten. Die Fassaden der Kopfbauten gerieten ein bisschen aufwendiger als die der Reihenhäuser: Plastische Ziegelversetzungen und Ortgänge verschönerten das Äußere.:100

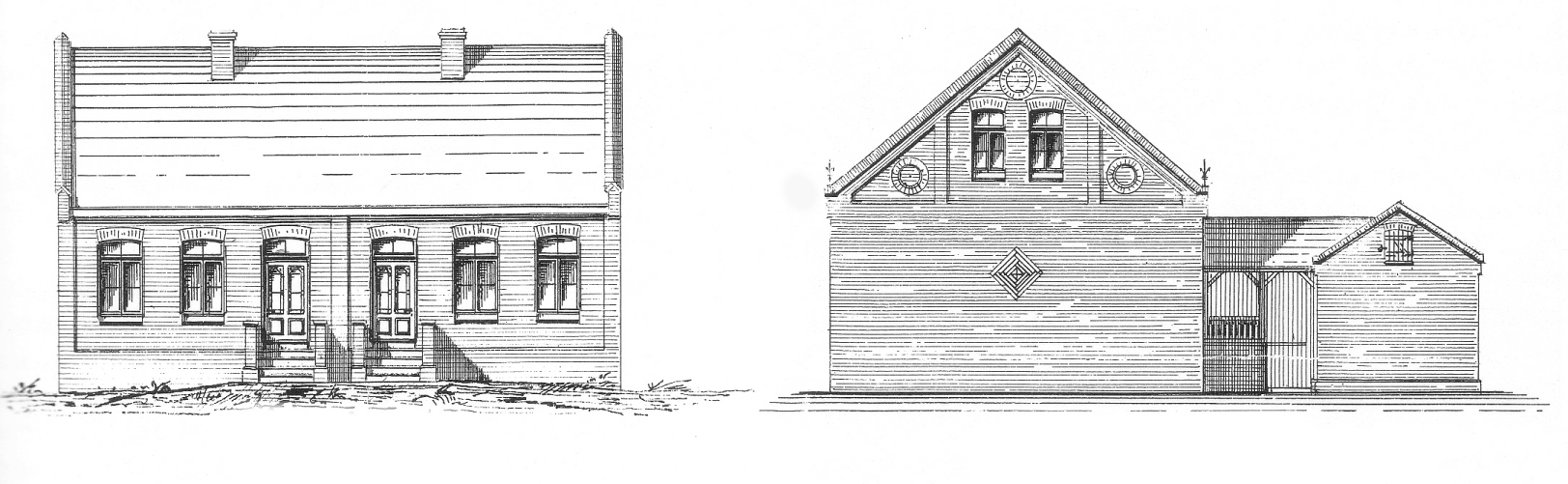
Konstruktionszeichnung mit Vorder- und Seitenansicht für ein Arbeiter-Doppelwohnhaus in der Siedlung Döhrener Jammer, 1888

Zwischen den Jahren 1886 und 1890 ergänzten zusätzliche Häuser an Weser-, Ems- und Allerstraße das Ensemble. Zu dieser Zeit beabsichtigten die Planer noch, die Werrastraße als Durchgangsstraße bis zur Hildesheimer Straße zu führen. Kleine Stichstraßen sollten von der Werrastraße nach Norden und Süden abgehen. An der Weserstraße wurden zwei Backstein-Doppelhäuser gebaut (Nr. 10/12 und 14/16), deren Grundriss den Kopfbauten aus der Werrastraße glich. Im Gegensatz zu diesen waren die Häuser an der Weserstraße jedoch traufständig angeordnet und besaßen ein sehr flaches Satteldach. Erst mit der Sanierung in den 1980er Jahren wurden die Dächer ausgebaut. Ein neuer Typ, ein einstöckiges Doppelhaus aus Backstein mit ausgebauten Drempelgeschoss, folgte 1888. Zwei solche Häuser entstanden an der Weserstraße Nr. 6/8 und Emsstraße Nr. 5/7; jede Haushälfte hatte einen eigenen Zugang an der Vorderseite. Zwei weitere Doppelhäuser, in ähnlicher Form aber ohne das Drempelgeschoss, wurden in der Emsstraße (Nr. 6/8) und der Allerstraße (Nr. 5/7) errichtet. Den Abschluss bis 1890 bildeten die südlichsten Gebäude an der Weserstraße (Nr. 2/4), Emsstraße (Nr. 1/3, 2/4) und Allerstraße (Nr. 1/3). Diese, auch aus Backstein gefertigten Doppelhäuser besitzen zwei Stockwerke; das Treppenhaus liegt in der Mitte und wird durch seine risalitartig vorgelegte Anordnung betont. Lisenen bewirken eine vertikale Gliederung der Fassade. Auf der Rückseite befanden sich damals ein Stall und eine Toilette für jede Wohnung.:100

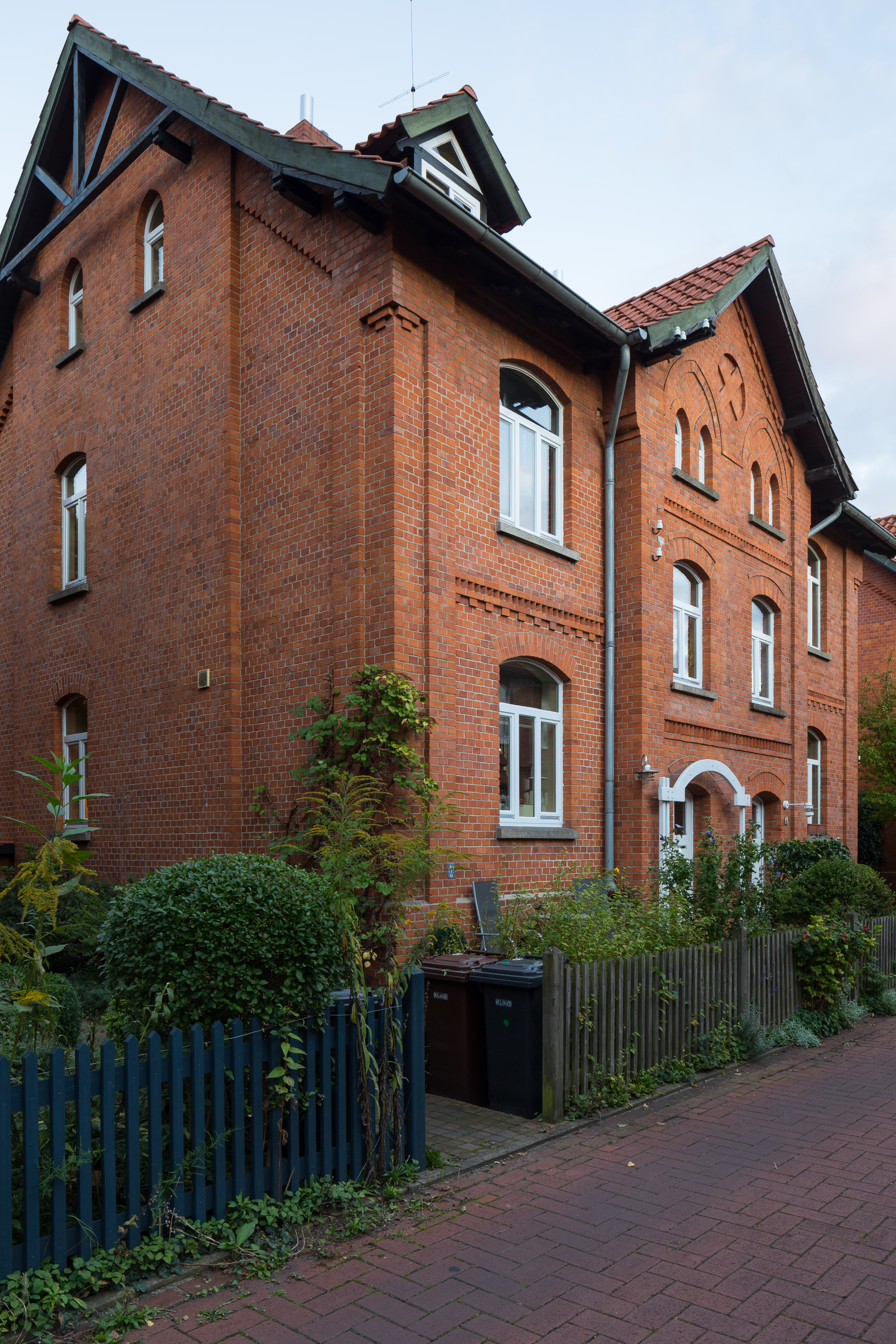
Allerstraße Nr. 6/8 von 1893

Anfang der 1890er Jahre schufen die Planer die Rheinstraße, eine nach Norden versetzte Verlängerung der Werrastraße. Damit wurde der ursprüngliche Plan, die Werrastraße direkt bis zur Hildesheimer Straße fortzusetzen, verworfen. In dem Zusammenhang entstand 1893 ein neuer Gebäudetyp an Ems- und Allerstraße (Emsstraße Nr. 9/11 und 10/12; Allerstraße Nr. 2/4, 6/8, 10/12, 9/11). Dieser Typ ähnelte stark dem vom Ende der Weserstraße (Nr. 2/4), wies aber Änderungen in seinem Inneren auf: Hier gab es drei hintereinanderliegende Räume, mittig von der Gebäudeseite belichtet, die größere Wohnungen erlaubten. Die drei Zimmer mit Küche ergänzte eine integrierte Toilette. In äußerlich stärker geschmückter Form folgten 1900 und 1901 weitere Häuser dieses Typs an der Werrastraße (Nr. 17/19, 21/23, 25, 16/18 und 20/22) sowie der Weserstraße (Nr. 1/3). Sie schlossen sich östlich an die bestehende Bebauung an. Die Fassade beleben Ziegelsteinversetzungen an den Gesimsen, Ortgängen und Brüstungsfeldern. Daneben gibt es an den Giebel aufwendig gestaltete Zierkonstruktionen aus Holz. Eine weitere Neuerung dieser Häuser besteht darin, dass die Erdgeschosswohnungen zusätzlich über die Seitenfront erschlossen waren (ausgenommen Werrastraße Nr. 20/22).:100
Beginnend mit dem Jahr 1903 erfolgte die Bebauung der Rheinstraße. Hier fanden nun erstmals Angestellte Unterkunft in sogenannten „Meisterwohnungen“. Die Häuser spiegelten direkt den höheren Status dieser Beschäftigten wider, indem sie großzügigere Grundrisse als die bisherigen Arbeiterhäuser erhielten, und auch die Fassaden waren wesentlich kunstvoller gestaltet. Der Anfang bildeten die Eckhäuser an der Rheinstraße Nr. 2/3/4, Emsstraße Nr. 14/16, Rheinstraße Nr. 6/8, Allerstraße Nr. 13/15 und Rheinstraße Nr. 10 / Allerstraße Nr. 14, zusammen mit den Reihenhäusern an der Rheinstraße (Nr. 14, 16, 20, 22). Die zweigeschossigen Backsteinbauten besitzen Putzflächen, zum Teil Werkstein-gefasste Fenster und Zierfachwerk unter dem Dach, was für eine Belebung sorgt. Die Einzelhäuser wurden allesamt als Einspänner angelegt und verfügten über Drei- oder Vierzimmerwohnungen mit Küche. Den gehobenen Standard verdeutlichten auch zusätzliche Loggien oder Wintergärten. In gleicher Qualität füllten ab 1914 weitere Neubauten die verbliebenen Baulücken an der Rheinstraße. Sie erhielten eine Verblendung aus dunkelroten Klinkern und bekamen alle ein individuelles Äußeres über halbrunde Erker, Ausluchtungen und Dachausbauten.:101
Als letzter Bestandteil der Siedlung entstanden ab 1925 die Gebäude an der Kastanienallee Nr. 2 und 4. Sie zeigten bereits für die 1920er Jahre typische Stilmittel, ordneten sich aber gestalterisch den Nachbargebäuden an der Hildesheimer Straße unter.:101

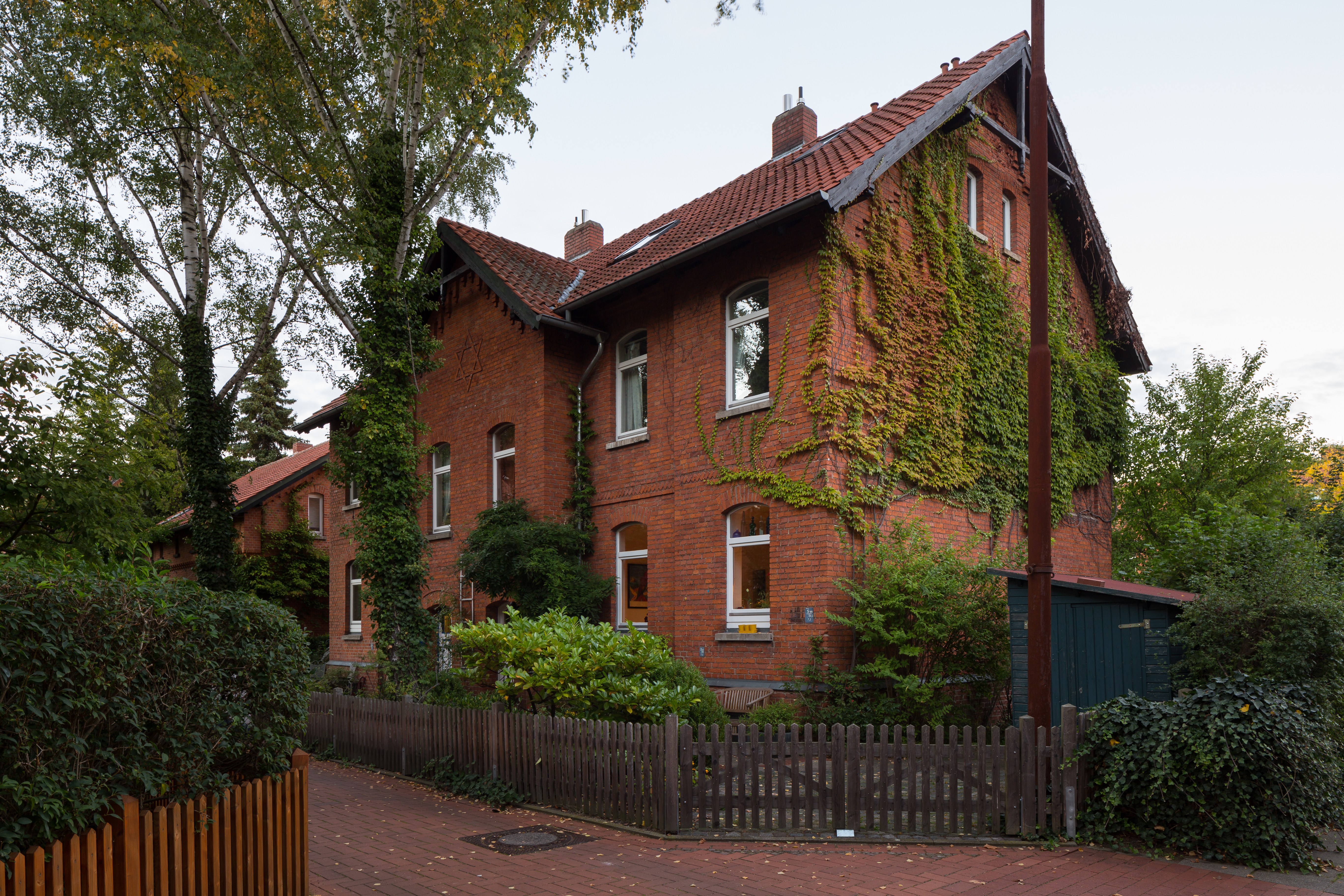
Weserstraße Nr. 2/4 aus den späten 1880ern
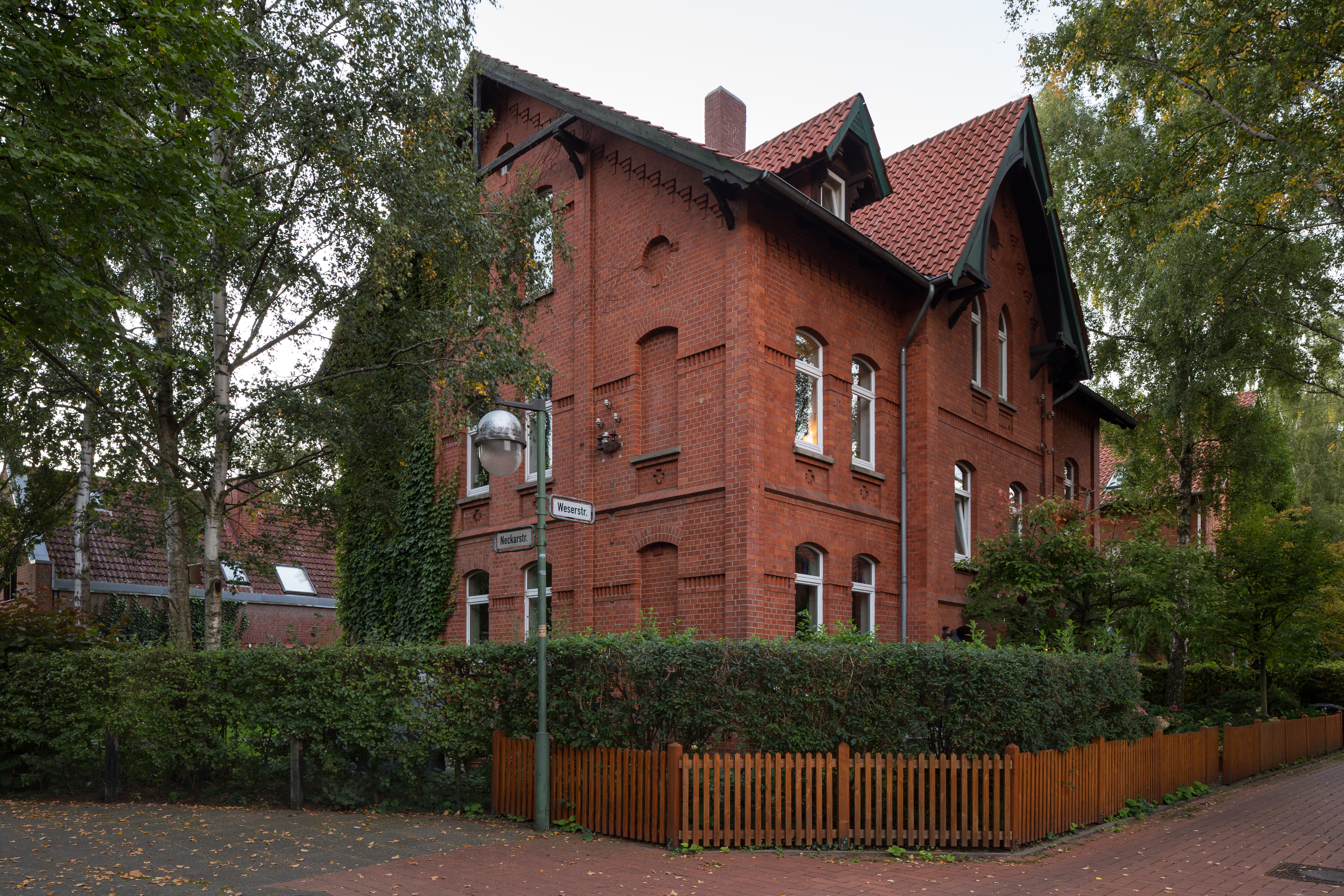
Weserstraße Nr. 1/3 aus dem Jahr 1900
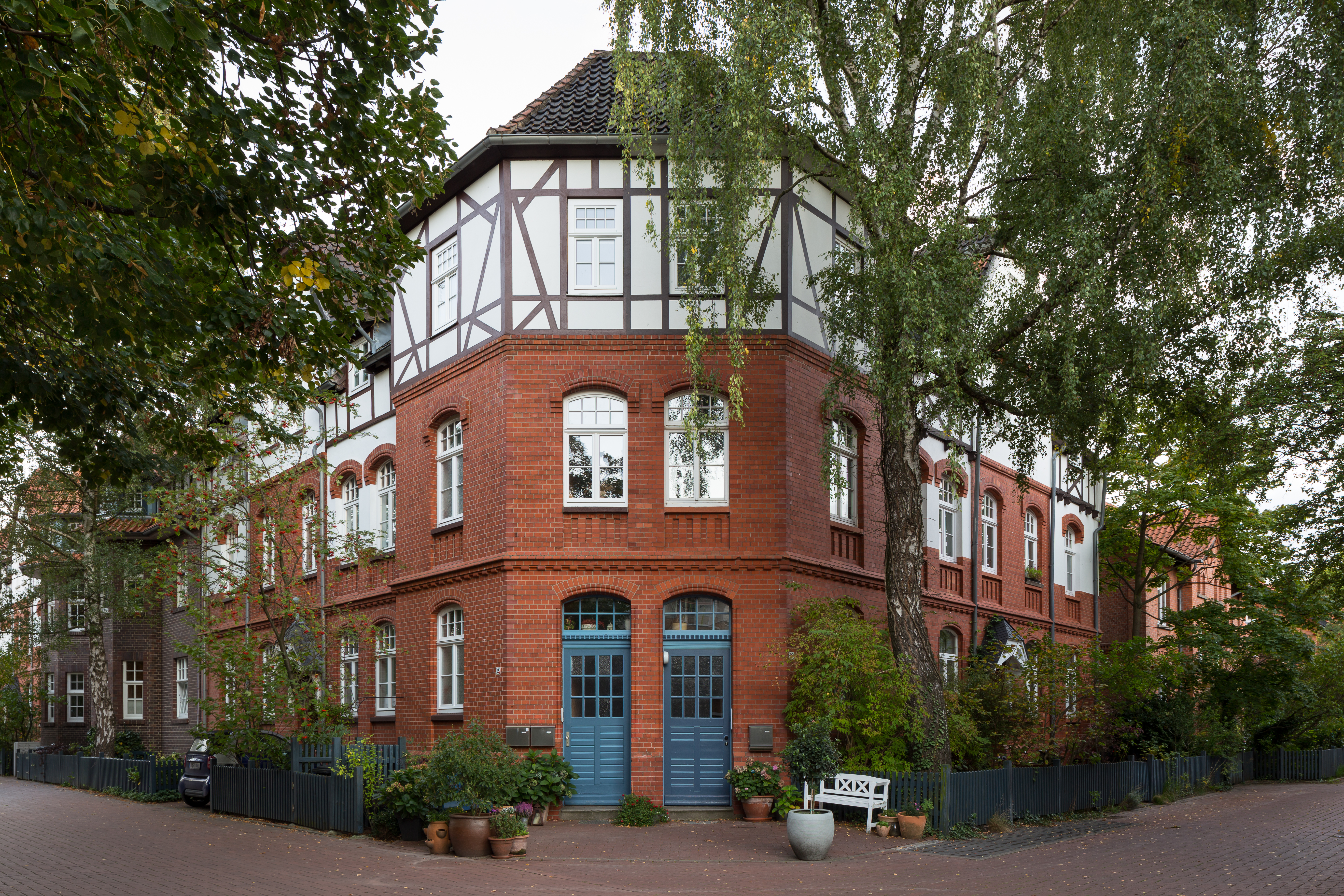
„Meisterwohnungen“ an der Rheinstraße Nr. 2/3/4 und Emsstraße Nr. 14/16 von 1903
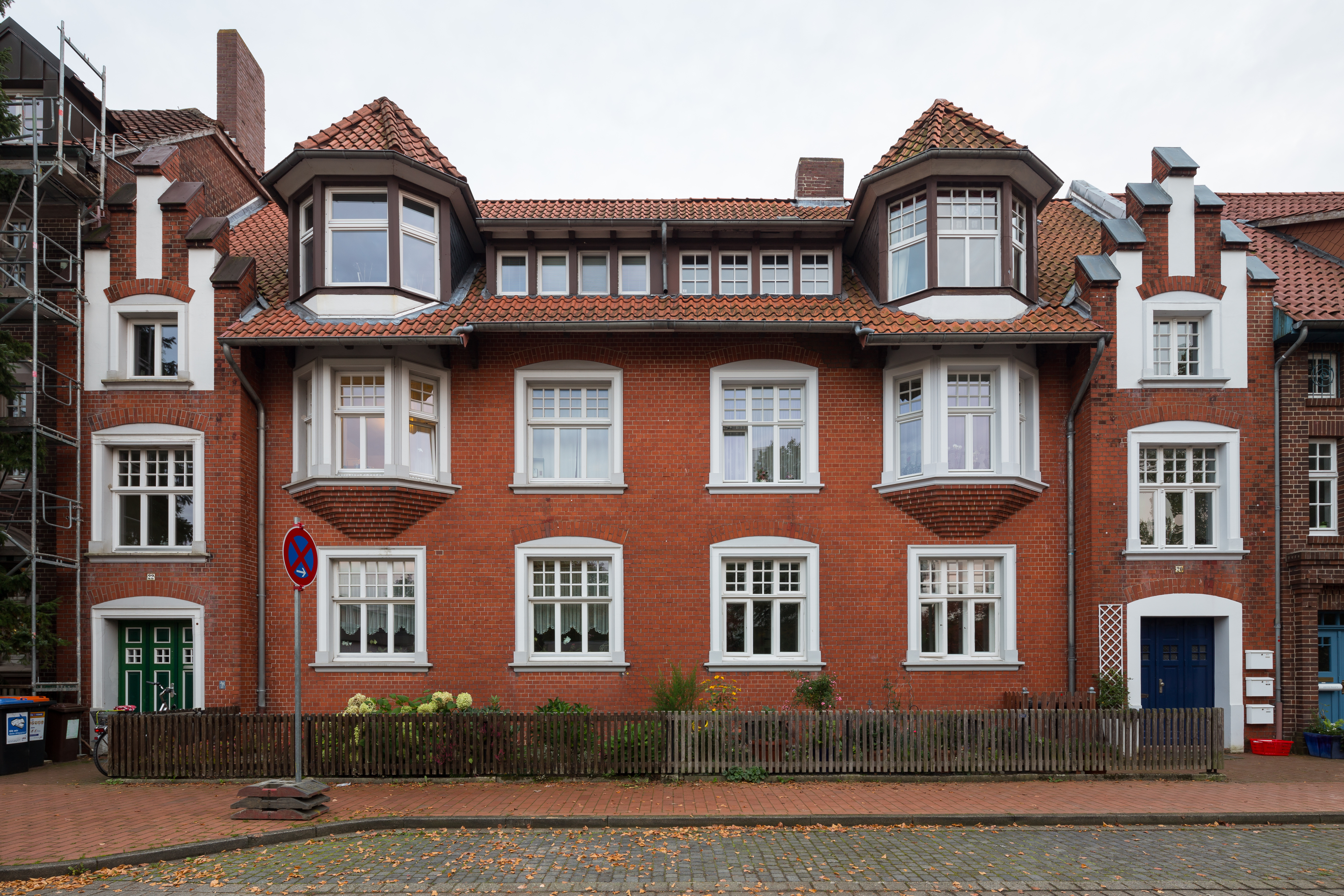
Rheinstraße Nr. 22 von 1904

### Namensgebung
In der Siedlung waren von Anfang an Arbeiter der Döhrener Wollwäscherei untergebracht. Die Namensgebung im Volksmund als Döhrener Jammer resultiert vermutlich daraus, dass die Arbeiter schlecht bezahlt wurden. Sie wurden aus dem Eichsfeld angeworben und waren überwiegend katholisch, fast schon ein Affront im evangelischen Döhren. An der Hildesheimer Straße befanden sich die Wohnungen für die führenden Kräfte der Wollwäscherei in mehrstöckigen Häusern.

## Rettung in den 1970ern

### Das Ende der Döhrener Wolle
1972 übernahm eine Investorengruppe unter Leitung von Ulf Cloppenburg, ein Abkömmling des Düsseldorfer Bekleidungsunternehmens Peek & Cloppenburg, die Aktienmehrheit an der wirtschaftlich angeschlagenen Döhrener Wollwäscherei und -kämmerei. Die Investoren erwarben ca. 75 % der Aktien, die zuvor im Eigentum der Commerzbank und des hannoverschen Lackhändlers Günther Schiemann gewesen waren; gezahlt wurden dafür zwischen 15 und 20 Mio. Mark. Auf der Betriebsversammlung im Mai 1972 kündigte Cloppenburg an, einige Teilbereiche schließen zu müssen, das Unternehmen aber erhalten zu wollen. Ende des Jahres kam es zur Kehrtwende: Die Geschäftsführung gab bekannt, dass die Firma liquidiert werde und alle Maschinen und Anlagen verkauft würden. Eine Grundfläche von 740.000 m², bebaut mit der Fabrik und der Arbeitersiedlung Döhrener Jammer, ging an die Neue Heimat, ein gewerkschaftseigenes Wohnungsunternehmen. Cloppenburg verdiente an dem Verkauf der Grundstücke 55 Mio. Mark und schätzungsweise 10 Mio. Mark an den Maschinen, was ein bundesweites Medieninteresse hervorrief. Die Schlagzeilen der Presse waren unter anderem: „Dies ist der größte Skandal der Nachkriegszeit“ (FAZ vom 25. Juli 1975), „Verkloppt an Cloppenburg“ (Die Zeit vom 23. Februar 1973) und „Eine Firma verdient am eigenen Tod“ (Süddeutsche Zeitung, 1973).:172

### Bebauungspläne der Neuen Heimat
Für die Neubauung von Fabrikgelände und Döhrener Jammer gab es 1974 drei alternative Konzepte.:11 Am umfassendsten hiervor war die Alternative III, das Konzept des Wohnungsunternehmens Neue Heimat. Dessen Pläne sahen vor, in Döhren insgesamt 2.100 neue Wohnungen entstehen zu lassen, die 5.000 Personen Platz bieten sollten. Die Häuser des Jammers mit ihren 200 Wohnungen wären demnach komplett verschwunden und durch 400 Neubau-Wohnungen ersetzt worden. Nach der Alternative I hätten hingegen alle Wohnungen des Jammers erhalten werden sollen, nach der Alternative II immerhin noch die Hälfte.:12-4 Die Absicht der Neuen Heimat bestand darin, zusätzliche Büro- und Gewerbebauten östlich der Hildesheimer Straße zu errichten. Um das realisieren zu können, hätten die Vorgaben für den Wohnungsbau bei den Gebieten westlich der Hildesheimer Straße maximal ausgenutzt werden müssen.:16

### Bürgerproteste und Rettung
Die ersten Proteste gab es bereits kurz nach Bekanntwerden des Verkaufs an die Neue Heimat. Im April 1973 besetzte eine Gruppe von Jugendlichen drei Gebäude an der Wiehbergstraße, die Villen Nr. 10 und 92 sowie das Wohnhaus Nr. 11, und verkündete mit einem Transparent: „HIER GIBT ES UNGENUTZTEN WOHNRAUM, der VERNICHTET werden soll !!“. Die Forderungen der Gruppe wandten sich an die Stadt Hannover. Unter anderem sollte der Abbruch gut erhaltener Wohnhäuser verhindert sowie eine Versorgung mit Strom und Wasser veranlasst werden.:176 Wegen der anhaltenden Proteste schloss die Stadt Hannover 1975 einen Rahmenvertrag mit der Neuen Heimat. Die Stadt sicherte darin zu, einen Bebauungsplan zur Wohnnutzung für die ehemaligen Industrieflächen aufzustellen. Als Gegenleistung musste sich das Wohnungsunternehmen verpflichten, die denkmalgeschützten Gebäude nicht abzureißen. Dies betraf neben dem Jammer auch den Uhrturm, das Pförtnerhaus und das Turbinenhaus auf der Leineinsel. Durch jahrelange Vernachlässigung einiger Bauwerke verschlechterte sich deren Zustand so sehr, dass die Neue Heimat von ihren Pflichten zum Erhalt entbunden werden wollte. Gegen den Abriss appellierte der Volkshochschul-Arbeitskreis „Döhren wird verändert“ an den Stadtrat. Der Stadtbau-Historiker Sid Auffarth ergänzte den Appell um ein Gutachten, wonach die verbliebenen Industriebauten und der Jammer „unverzichtbare Bestandteile der Gesamtanlage“ seien. Es handele sich um „eine einzigartige Reihung sozial- und kulturhistorischer Dokumente“. Die Einzelbauten des Jammers wurden schließlich ab 1981 an Privatinteressenten veräußert und sukzessive saniert.
Als letztes erhaltenes lokales Zeugnis für diese Form des Arbeitersiedlungsbaus im norddeutschen Raum steht das Gesamtensemble in der Allerstraße, Emsstraße, Hildesheimer Straße, Kastanienallee, Rheinstraße, Richartzstraße, Werrastraße und Weserstraße heute unter Denkmalschutz.